# Stan Bush
Stan Bush (Orlando, Florida; 10 de julio de 1953) es un músico y compositor estadounidense. 

## Carrera
Entre los trabajos más notables de Bush se encuentran las canciones The Touch y Dare para la banda sonora de la película animada de 1986 Transformers, ese mismo año también lanzó la canción "Hearts vs. Heads" para la película de acción sobrenatural The Wraith.
En 1987, Bush (junto a la banda Barrage), escribió y grabó la balada "Love Don't Lie". Otros de sus trabajos notables fueron las canciones "Fight to Survive" y "On My Own – Alone", para la película Bloodsport, también "Streets of Siam", "Fight for Love" y "Never Surrender" para la película Kickboxer. En 1993, Stan contribuyó a la adaptación estadounidense de la destacada serie de animación japonesa Sailor Moon con la canción "She's Got the Power".
En 1996, su álbum The Child Within fue lanzado en Japón con el título Higher than Angels, el cual incluye otras canciones y distintas versiones de las canciones que tiene The Child Within. Posteriormente Bush presentó versiones actualizadas de las canciones "The Touch" y "Ground Zero", la canción de la convención BotCon de 1997, con el nombre "Till All Are One" a los productores de la película de Transformers de 2007, pero no fueron incluidas en la versión final de la banda sonora. Sin embargo, el 3 de julio de 2007, Bush relanzó su álbum In This Life incluyendo las dos canciones. En 2009, Bush hizo una versión considerablemente diferente de "The Touch" para la secuela de ese mismo año Revenge of the Fallen. La versión de 2007 de "The Touch" fue posteriormente relanzada como pista descargable gratis para el videojuego Guitar Hero World Tour. En 2010, la canción "Till All Are One" fue incluida en el videojuego Transformers: War for Cybertron.
El 15 de septiembre de 2010, Bush lanzó su álbum de estudio Dream the Dream a través de LA Records. El álbum contiene once canciones nuevas escritas e interpretadas por Stan Bush y músicos del estudio, como así también la versión de 2009 de "The Touch", la cual fue originalmente grabada para ser incluida la película Transformers: Revenge of the Fallen de ese año, pero finalmente no fue incluida. Su álbum de 2007 In This Life, recibió opiniones positivas de los seguidores como así también de parte de los críticos. 
En 2011 y 2014, el equipo de animación NGSMOOV transformó las canciones Your Time (del álbum Dream the Dream) y Thunder in Your Heart (del álbum The Ultimate), de Stan en videos musicales de Transformers animados por ordenador.
En 2013, su canción "The Touch" fue incluida en el videojuego original Shadow Warrior. Para la secuela del juego, Shadow Warrior 2 de 2016, Stan contribuyó con una nueva canción llamada "Warrior."
El 22 de septiembre de 2017, Stan lanzó su decimotercer álbum de estudio titulado Change the World, el cual cuenta con seis canciones nuevas y cinco pistas de trabajos previos.
El 4 de julio de 2019, Bush lanzó una nueva canción titulada The 80's. En el video musical de la estuvo presente el hijo de Stan interpretando una versión joven de él de la década titular. Es el primer sencillo del álbum Dare to Dream que se lanzó a finales de 2020.
Fuera de la música, Stan fue el foco de un programa piloto de televisión producido en la web llamado "Palisades Vice". Producido por Twin Suns Productions, el piloto conocido como "Black Shoe Diary" vio a Bush presenciando un asesinato y teniendo que cooperar con la policía para atrapar al asesino. Después de no dejar una huella en línea, la idea de la serie fue descartada. 

## Discografía

### Álbumes

#### Álbumes como solista
- Stan Bush (1983)
- Every Beat of My Heart (1993)
- Dial 818888-8638 (1994)
- The Child Within (1996)
- Merry Christmas & A Happy New Year (1998)
- Language of the Heart (2001)
- Shine (2004)
- In this Life (2007)
- Dream the Dream (2010)
- The Ultimate (2014)
- Change the World (2017)
- Dare to Dream (2020)

#### Álbumes recopilatorios
- Til All Are One (con Vince DiCola) (1997)
- Capture the Dream – The Best of Stan Bush (1999)
- Call to Action (2007)

#### EP
- Shadow Warrior 2: The Warrior EP (2016)

### Sencillos

#### Como artista principal
- "Never Surrender" (1989)
- "Forever" (1990)
- "Can’t Hide Love" (1992)
- "Free and Easy" (1993)
- "In the Name of Love" (1994)
- "Capture the Dream" (1996)
- "Never Wanted to Fall" (1996)
- "’Til I Was Loved by You" (1997) (relanzado con el título "Until I Was Loved by You")
- "The Touch – Sam’s Theme" (2009)
- "The Touch (Power Mix)" (2012)
- "Thunder in your Heart" (2013)
- "Warrior" (2016)
- "Born to Win" (2017)
- "The 80's" (2019)

#### Sencillos promocionales
- "Fire in My Heart" (1983)
- "All American Boy" (1983)
- "Time Isn’t Changing You" (1984)
- "Every Beat of My Heart" (1993)
- "Are You Over Me" (1995)

### con Boulder

#### Álbumes de estudio
- Boulder (1979)

#### Sencillos
- "Heartbeat" (1979)
- "Join Me in L.A." (1979)

### con Stan Bush & Barrage

#### Álbumes de estudio
- Stan Bush & Barrage (1987)
- Heaven (1998)

#### Sencillos
- "Heart Vs. Head" (1987)
- "The Touch" (1987)
- "Love Don’t Lie" (1987)

#### Sencillos promocionales
- "Crank that Radio" (1987)